# Nervio espinal cervical 1
El nervio espinal cervical 1 (C1) es un nervio espinal del segmento cervical. C1 lleva predominantemente fibras motoras, pero también una pequeña rama meníngea que proporciona sensación a partes de la duramadre alrededor del foramen magnum (vía rami dorsal). 
Se origina en la columna vertebral por encima de la vértebra cervical 1 (C1) 
Los músculos inervados por este nervio son: 
- Músculo geniohioideo: a través del nervio hipogloso
- Músculo recto anterior de la cabeza
- Músculo largo de la cabeza (en parte)
- Músculo recto lateral de la cabeza
- Músculo esplenio cervical (en parte)
- Músculo recto posterior mayor de la cabeza
- Músculo elevador de la escápula (en parte)
- Músculo tirohioideo : a través del nervio hipogloso
- Omohioideo - a través del Asa cervical
- Esternohioideo - a través de Asa cervical